# Dolly Sisters

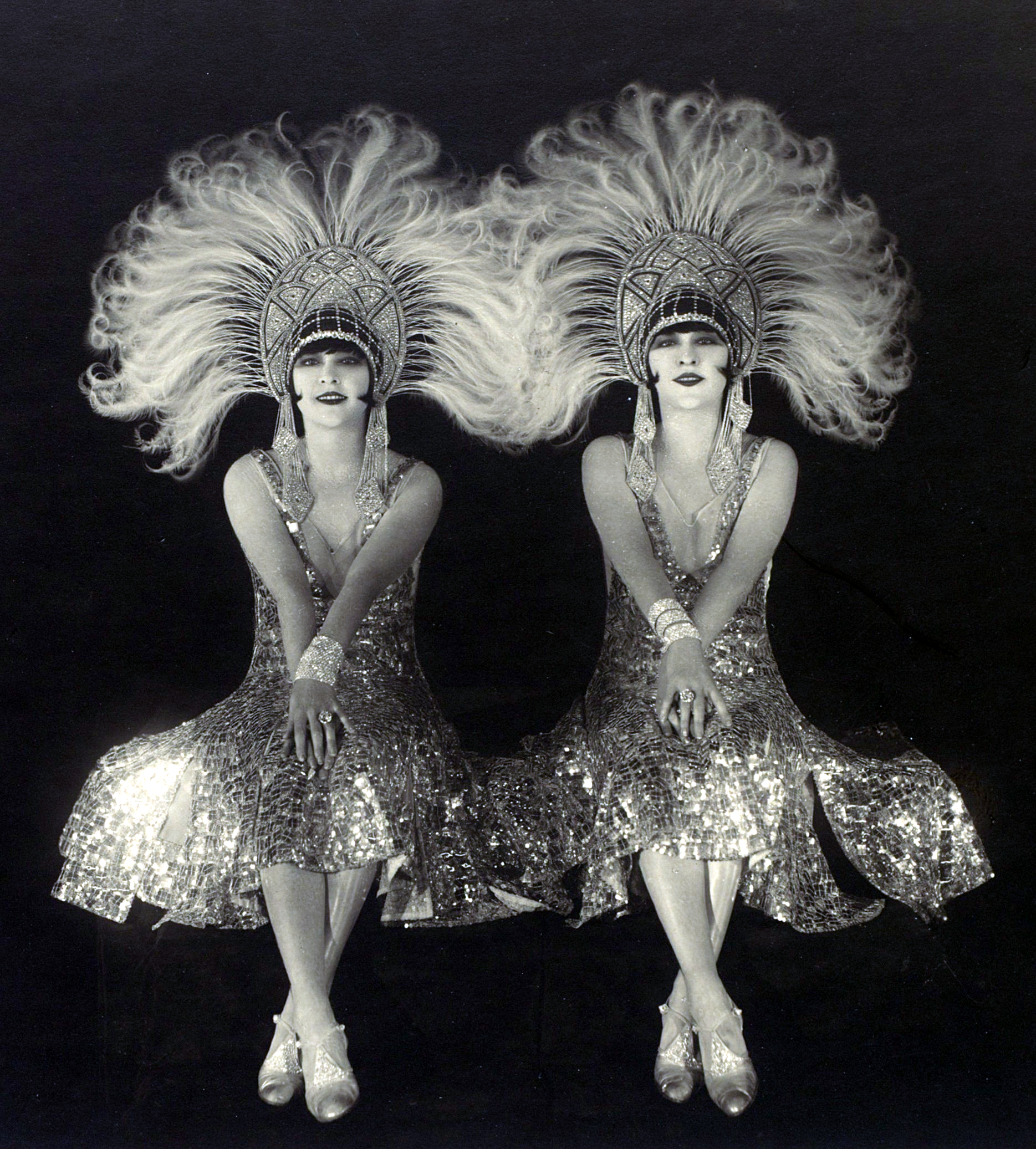
Die Dolly Sisters (1920er Jahre)

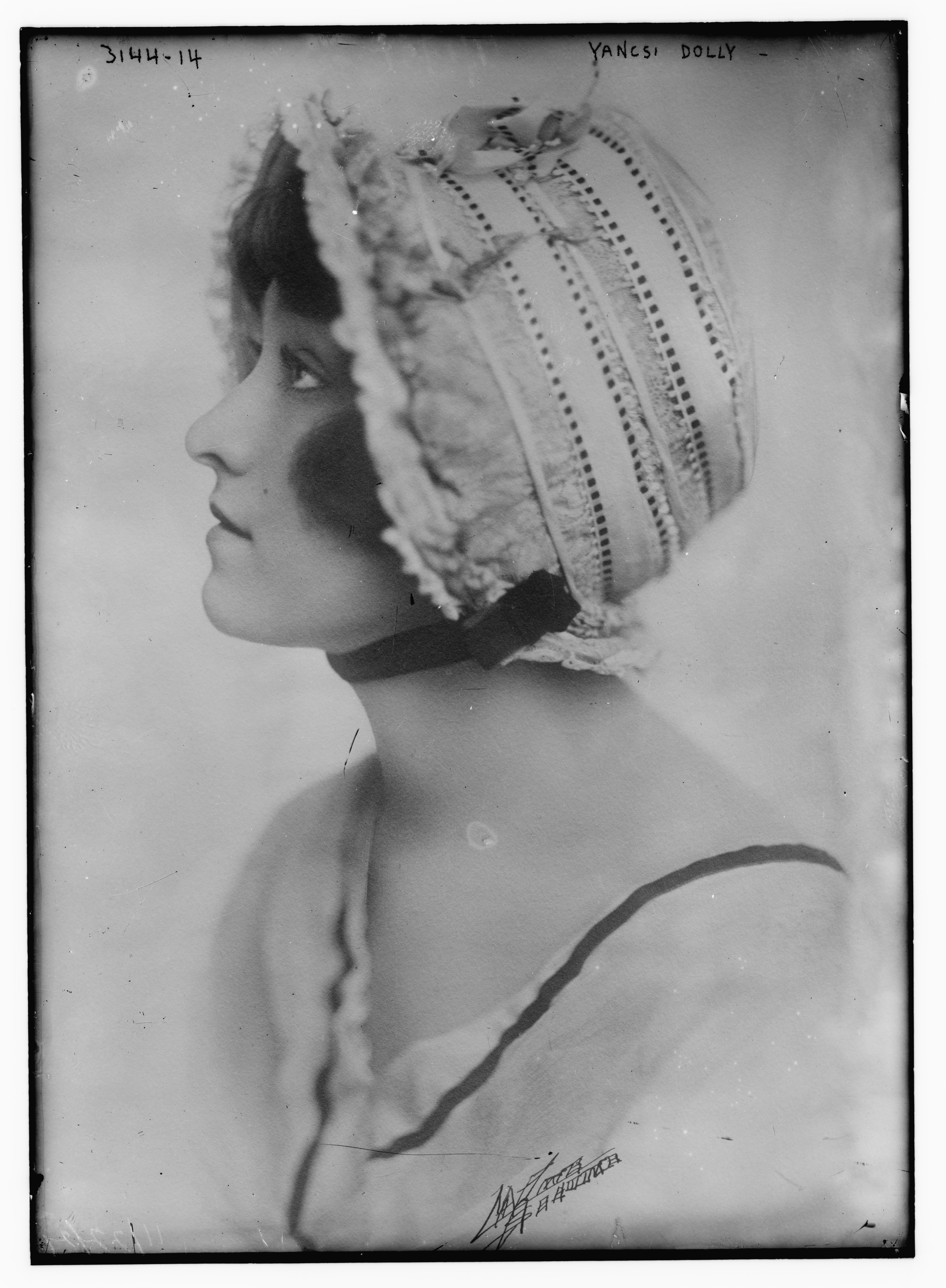
Jenny Dolly (1910)

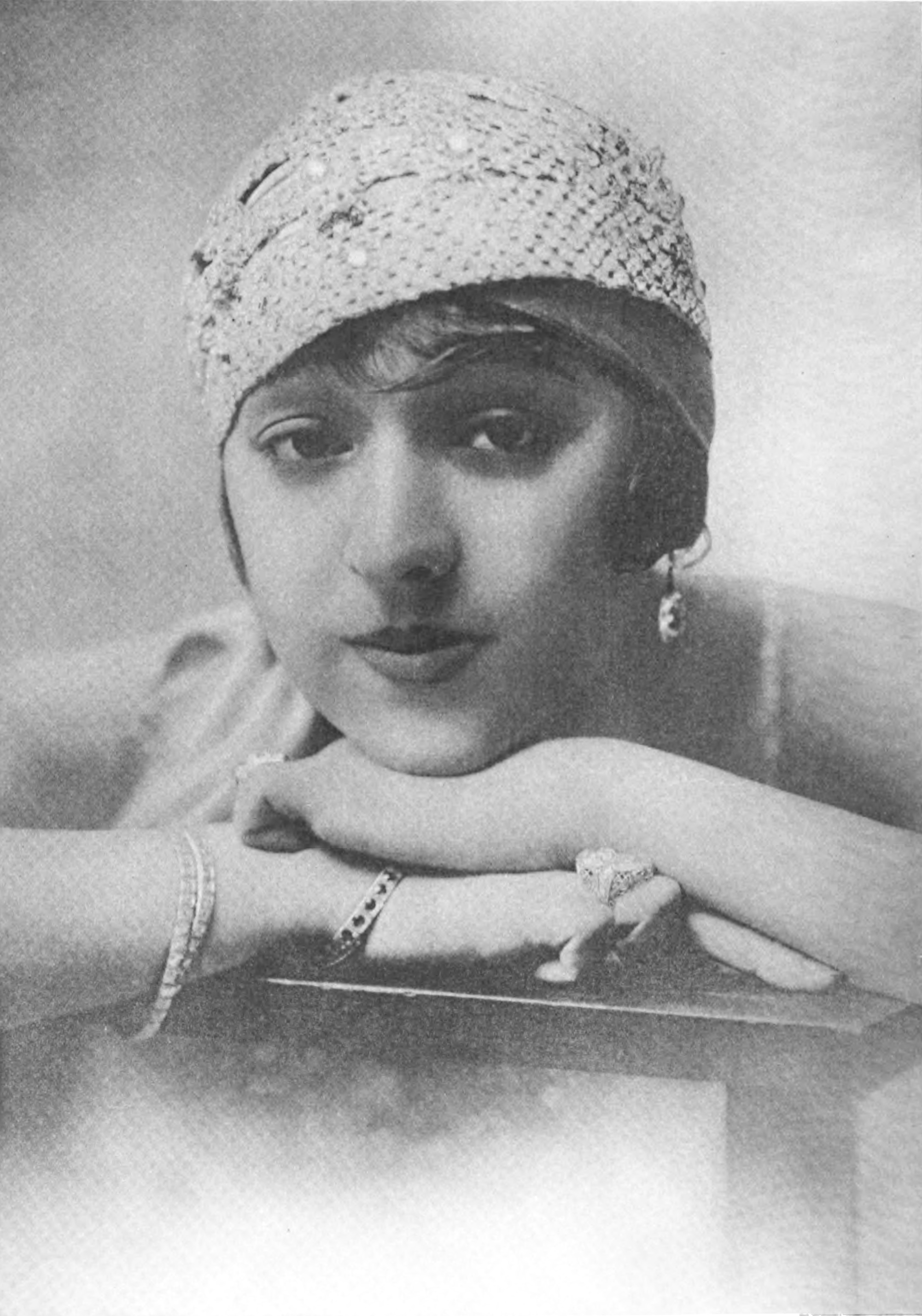
Rose Dolly (1915)

Rosie Dolly (* 24. Oktober 1892 in Balassagyarmat, Ungarn; † 1. Februar 1970 in New York City) und Jenny Dolly (* 24. Oktober 1892 in Balassagyarmat, Ungarn; † 1. Juni 1941 in Hollywood) waren eineiige Zwillinge. Die US-amerikanischen Sängerinnen, Tänzerinnen und Schauspielerinnen ungarischer Herkunft wurden als Dolly Sisters bekannt. Sie waren berühmt für ihre perfekten und glamourösen Auftritte, aber auch für zahlreiche Liebschaften mit reichen Männern und für ihren kostbaren Schmuck, weshalb sie auch die The Million Dollar Dollies genannt wurden.

## Biographien

### Berufliche Laufbahnen
Die Eltern der späteren Dolly Sisters waren Margaret Deutsch (geb. Margit Weisz, 1874), eine Tänzerin, und Julius (geb. Gyula Deutsch, 1864), Fotograf von Beruf. Die Mädchen hießen ursprünglich Rózsika (bekannt als Rose oder Rosie) und Janka (bekannt als Yancsi oder Jenny). Julius Deutsch und der vermeintliche Sohn Istvan (später bekannt als Edward, geboren am 31. März 1898) wanderten im Oktober 1904 in die Vereinigten Staaten aus; die Zwillinge und ihre Mutter folgten ihnen im Jahr darauf. Edward Dolly, der später als Tänzer und Choreograph auch mit den Zwillingen zusammenarbeitete, war mutmaßlich kein Bruder, sondern ein Cousin der Mädchen.
Die Mädchen wurden in der ungarischen Kleinstadt Balassagyarmat in ärmliche Verhältnisse geboren. Als sie drei Jahre alt waren, zog die Familie nach Budapest. Die Schwestern erhielten eine erste Ausbildung im Tanzen und traten in Budapester Cafés und Clubs auf, um Geld für die Familie zu verdienen. Nach der Auswanderung in die USA traten sie in dortigen Bierpalästen auf. Weil sie noch minderjährig waren, durften sie in New York City nicht auf die Bühne und tourten daher im Orpheum Circuit und 1909 im Keith Vaudeville Circuit, einer weiteren Kette von Theatern außerhalb New Yorks.
1911 verpflichtete Florenz Ziegfeld junior die Zwillinge für zwei Spielzeiten für die Ziegfeld Follies am New Yorker Broadway, da er sie „niedlich“ fand: And cute they both were. Dainty, but curvy in the ‚right‘ places, they had identical large eyes, rosebud lips, heart shaped faces and glossy dark hair. Dancing together they had a unique exotic appeal enhanced by lively, endearing personalities. („Und niedlich waren sie beide. Sie waren zierlich, aber kurvig an den ‚richtigen‘ Stellen, hatten die gleichen großen Augen, Lippen wie Rosenknospen, herzförmige Gesichter und glänzendes dunkles Haar. Wenn sie zusammen tanzten, hatten sie eine einzigartige exotische Ausstrahlung, die durch ihre lebhaften, liebenswerten Persönlichkeiten noch verstärkt wurde.“)
In den Follies begeisterten die Dolly Sisters mit ihren glamourösen Auftritten. Sie beeindruckten mit perfekt synchronen Choreographien und häufigen, schnellen Wechseln von aufsehenerregenden Kostümen. Bald galten sie als Inbegriff von Eleganz und Schönheit, und sie prägten einen neuen Frauentypus für das Vaudeville, mit schlankem Look und kurzgeschnittenem Haar. Ihre Auftritte wurden durch die Verbreitung von recht freizügigen Fotos verstärkt, die die Mädchen in verschiedenen Stadien der Entkleidung zeigten. Die österreichische Theaterzeitschrift Die Bühne schrieb, die Dolly Sisters würden „keinen pikanten Dialog“ machen: „Sie treten nur auf. Und tanzen. Und sehen blendend aus. Jedesmal anders. Denn sie tanzen ganz in Seide gewickelt oder beinahe ausgewickelt ganz von Straußenfedern bedeckt. Und dafür beziehen sie märchenhafte Honorare.“
Von 1913 bis 1916 gingen die Dolly Sisters getrennte Wege: Rosie stand in The Whirl of the World auf der Bühne, während Jenny sich mit ihrem Ehemann, dem Tänzer Harry Fox (auf den der Foxtrott zurückgeführt wird), in Honeymoon Express zusammentat; die Eheleute tourten auch als Tanzduo. 1915 gaben beide Schwestern ihre Debüts in Stummfilmen: Jenny spielte die Hauptrolle in The Call of the Dance, und Rose war an der Seite von Lillian Gish und Elmer Clifton in The Lily and the Rose zu sehen. 1918 spielten sie in ihrem einzigen gemeinsamen Film, dem halb autobiografischen The Million Dollar Dollies.
Nach dem Ende des Ersten Weltkriegs zogen die Dolly Sisters nach Frankreich, wo sie in Avon nahe Fontainebleau eine Villa mit 30 Zimmern und einem Schwimmbecken aus Marmor erwarben, die zu einem Partytreffpunkt für die europäische Oberschicht wurde. Die Wände der Villa waren mit gold- und silberfarbenen Fresken von Jean-Gabriel Domergue zum Preis von 100.000 Dollar dekoriert worden. Der Künstler porträtierte die Schwestern auch mehrfach. Sie tourten durch Theater und Tanzsäle in Europa, wurden von wohlhabenden Männern und Königen umworben, darunter Carol II. von Rumänien, Christian X. von Dänemark und Alfonso XIII. von Spanien, und inspirierten Künstler wie Demétre Chiparus oder Dumourgue. Sie verlangten hohe Gagen: Bei einem Engagement im Moulin Rouge in Paris etwa erhielten die Schwestern 1200 Dollar pro Abend. Nach einer schweren Erkrankung von Rosie Dolly im Jahre 1929 zogen sich die Schwestern, die inzwischen ohnehin mehr Zeit mit Glücksspiel als mit Auftritten verbrachten, von der Bühne zurück.

## Privatleben
Jenny Dolly war zwei Mal, Rosie drei Mal verheiratet. Beide Frauen hatten darüber hinaus eine Reihe von Affären mit wohlhabenden Männern, was ihnen den Spitznamen The Million Dollar Dollies einbrachte. Sie gehörten zusammen mit Evelyn Nesbit, Gaby Deslys und Mistinguett zu den ersten Theater- und Varieté-Künstlerinnen, über deren Eskapaden außerhalb der Bühnen regelmäßig berichtet wurde.
Rosie Dolly war von 1913 bis 1921 mit dem erfolgreichen Komponisten Jean Schwartz verheiratet, der ebenfalls aus Ungarn stammte. In zweiter Ehe heiratete sie 1927 Mortimer Davis jr. (1901–1940), allgemein the fat boy genannt, einziger Sohn des Präsidenten der Imperial Tobacco Company of Canada, Mortimer Davis, der auf ein Vermögen von 150 Millionen Dollar geschätzt wurde. Vater Davis missbilligte diese Ehe und brach den Kontakt zu seinem Sohn ab. Jenny Dolly soll zu ihrer Schwester gesagt haben, dass Davis doch „irgendwie zu fett“ sei, woraufhin diese geantwortet habe: „Ja, aber er ist pures Gold“. 1929 kam es in Paris zu einem Prozess: Davis hatte seiner Frau zur Hochzeit ein wertvolles Perlenhalsband geschenkt, dieses aber mit einem ungedeckten Scheck bezahlt. Der geprellte Juwelier wollte nun das Halsband bei Rosie Dolly beschlagnahmen lassen; das Gericht entschied aber, der Kläger müsse sich an den Käufer halten. 1931 folgte die Scheidung; Mortimer Davis jr. starb 1940 bei einem Autounfall. Ihre letzte Ehe schloss Rosie 1932 mit dem Kaufhauserben Irving Netcher, einem Schwager der Schauspielerin Constance Talmadge, und blieb mit ihm bis zu dessen Tod auf Capri im Jahr 1953 zusammen.
Jenny Dolly, die als die „wildere“ der beiden Schwestern galt, war von 1912 bis 1921 in erster Ehe mit ihrem Tanzpartner Harry Fox verheiratet. 1925 lernten die Schwestern in London den Kaufhausbesitzer Harry Gordon Selfridge kennen, der rund 35 Jahre älter als die Zwillinge war. Jenny begann eine Affäre mit ihm und auch Rosie soll eine Beziehung mit ihm gehabt haben. Selfridge überhäufte Jenny mit teuren Geschenken und finanzierte die Spielsucht der beiden Schwestern, die regelmäßig Spielbanken besuchten und auf Pferde wetteten. Berichten zufolge verspielten die Dolly Sisters etwa vier Millionen Dollar von Selfridges Geld. Bei anderen Gelegenheiten hatten sie wiederum hohe Gewinne: Im Januar 1928 vermeldeten die Gazetten, Rosie habe in Monte-Carlo die Bank gesprengt und ihr Vater habe sie mit einer großen Tasche abholen müssen, um das Geld zu transportieren. Später stellte sich allerdings heraus, dass diese Meldung ein Werbegag der Spielbank war. Jenny Dolly frönte mit dem gewonnenen Geld ihrer Leidenschaft, dem Kauf wertvoller Schmuckstücke; angeblich besaß sie die größte private Schmuckkollektion der Welt.
Thelma Furness, Viscountess Furness berichtete, dass sie Jenny Dolly in einem Casino in Cannes getroffen habe: „Ich habe noch nie in meinem Leben so viele Juwelen an einer Person gesehen. Ihre Armbänder reichten ihr fast bis zu den Ellenbogen. Die Halskette, die sie trug, muss ein Vermögen gekostet haben, und der Ring an ihrer rechten Hand war so groß wie ein Eiswürfel.“ Der Fotograf Cecil Beaton schrieb 1927 aus Le Touquet: „Der größte Nervenkitzel auf diesem sensationellen Spielplatz ist der Anblick von Jenny Dolly […] Es ist ein Anblick, der in die Geschichte eingehen wird, denn in den kommenden Jahren werden tattrige alte Langweiler ihren Enkeln sagen: ‚Ich bin alt genug, um mich daran zu erinnern, dass Jenny Dolly gleichzeitig wie ein Straßenmädchen und wie eine majestätische Königin aussah, meine Lieben, buchstäblich mit kolossalen Juwelen von unschätzbarem Wert behängt, wie eine Sphinx [am Spieltisch] sitzend, während sie das größte Vermögen gewann oder verlor.‘“
Noch während Jenny Dolly mit Selfridge liiert war, begann sie eine Beziehung mit dem französischen Piloten und Filmschauspieler Max Constant (1899–1943). 1933 bot Selfridge ihr zehn Millionen Dollar an, wenn sie ihn heirate. Auch finanzierte er ihr die Einrichtung eines Modegeschäftes unter der Ägide von Jean Patou, dessen Kreationen die Schwestern trugen und für sie warben. Das Unternehmen ging in Konkurs.
Bevor Jenny Dolly Selfridge eine Antwort geben wollte, beschloss sie, einen letzten Urlaub mit Constant zu verbringen. Auf der Rückfahrt nach Paris hatten sie in der Nähe von Bordeaux einen Unfall mit ihrem Auto, das von einem Chauffeur gelenkt wurde. Jenny erlitt schwere Verletzungen und musste zahlreiche Male operiert werden; ihre rechte Gesichtshälfte war bei dem Unfall entstellt worden. Constant lag zwar ebenso wie Jenny mehrere Tage im Koma, wurde aber offenbar nicht so schwer verletzt wie seine Begleiterin. Um die Behandlungskosten aufbringen zu können, musste Jenny Dolly Teile ihrer Schmucksammlung veräußern, wurde aber auch von Selfridge weiterhin finanziell unterstützt. Harry Gordon Selfridge starb 1947 nahezu mittellos, Constant wiederum war schon vier Jahre zuvor bei einem Flugzeugabsturz in der Mojave-Wüste bei der Erprobung einer Northrop N-9M ums Leben gekommen.
Ab 1936 verschlimmerten sich die Depressionen von Jenny Dolly, nachdem sie gezwungen gewesen war, den Rest ihres Schmucks auf einer Auktion zu verkaufen. Sie kehrte in die USA zurück, wo sie bei ihrer Schwester und ihrem Schwager in Chicago lebte. Dort lernte sie den wohlhabenden Anwalt Bernard Vinissky kennen und heiratete ihn am 29. Juni 1935. Sie litt weiterhin unter schweren Depressionen, und das Paar trennte sich wieder. Jenny nahm sich mit ihren beiden Töchtern, zwei ungarischen Waisenmädchen, die sie 1929 adoptiert hatte, eine Wohnung in Hollywood. Am 1. Juni 1941 erhängte sie sich mit dem Gürtel ihres Morgenmantels an einer Gardinenstange in ihrer Wohnung. Nach ihrem Tod nahm sich Vinissky ihrer Adoptivtöchter Klári (1924–2013) und Manczi (1925–1985) an und adoptierte sie später seinerseits.
Nach dem Tod ihrer Schwester zog sich Rosie Dolly aus der Öffentlichkeit zurück. In den folgenden Jahren widmete sie sich karitativer Arbeit für Kinder in Ungarn. Offenbar lebte sie weiterhin in wohlhabenden Verhältnissen, gab sie doch bei einem Interview im Jahre 1960 an, weiterhin die Villa in Frankreich sowie weitere Häuser zu besitzen. 1962 unternahm auch sie einen Selbstmordversuch. Am 1. Februar 1970 erlitt sie im Alter von 77 Jahren in New York einen tödlichen Herzinfarkt.
Rosie und Jenny Dolly wurden im Großen Mausoleum des Forest Lawn Memorial Parks in Glendale, Kalifornien, beigesetzt. Auf der Grabplatte findet sich auch der Name von Edward Dolly (1898–1954).

## Kulturelle Bezüge
Rosie Dolly verkaufte die Rechte an ihrer Lebensgeschichte an die 20th Century Fox. 1945 kam der Film The Dolly Sisters heraus. June Haver spielte Rosie, und Betty Grable stellte Jenny dar. Trotz seiner prominenten Besetzung wurde der Film als „belanglos“ kritisiert und war ein Flop.
In Anthony Powells Roman A Question Of Upbringing (Eine Frage der Erziehung) aus dem Jahr 1951 diskutieren einige Schüler darüber, ob die Schwestern tatsächlich Mutter und Tochter sein könnten. 1972 wurde in der 24. Folge der fünften Staffel der Carol Burnett Show ein musikalischer Comedy-Sketch über die Schwestern mit dem Titel The Doily Sisters gezeigt, mit Carol Burnett als Jenny, Vicki Lawrence als Rosie und Harvey Korman als Henry. Der Autor Terry Pratchett wählte für einen Teil seiner fiktiven Stadt Ankh-Morpork auf der Scheibenwelt den Namen Dolly Sisters. Die Dolly-Schwestern und ihre Beziehungen zu Harry Selfridge wurden in der Fernsehserie Mr Selfridge dargestellt.

## Galerie

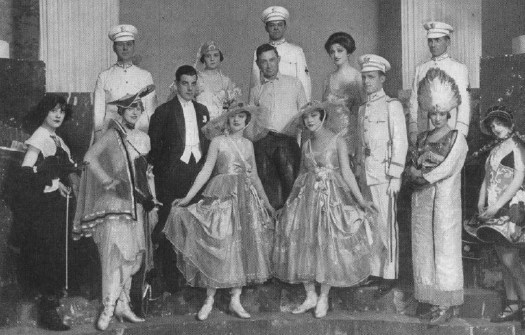
Dollys at the Follies
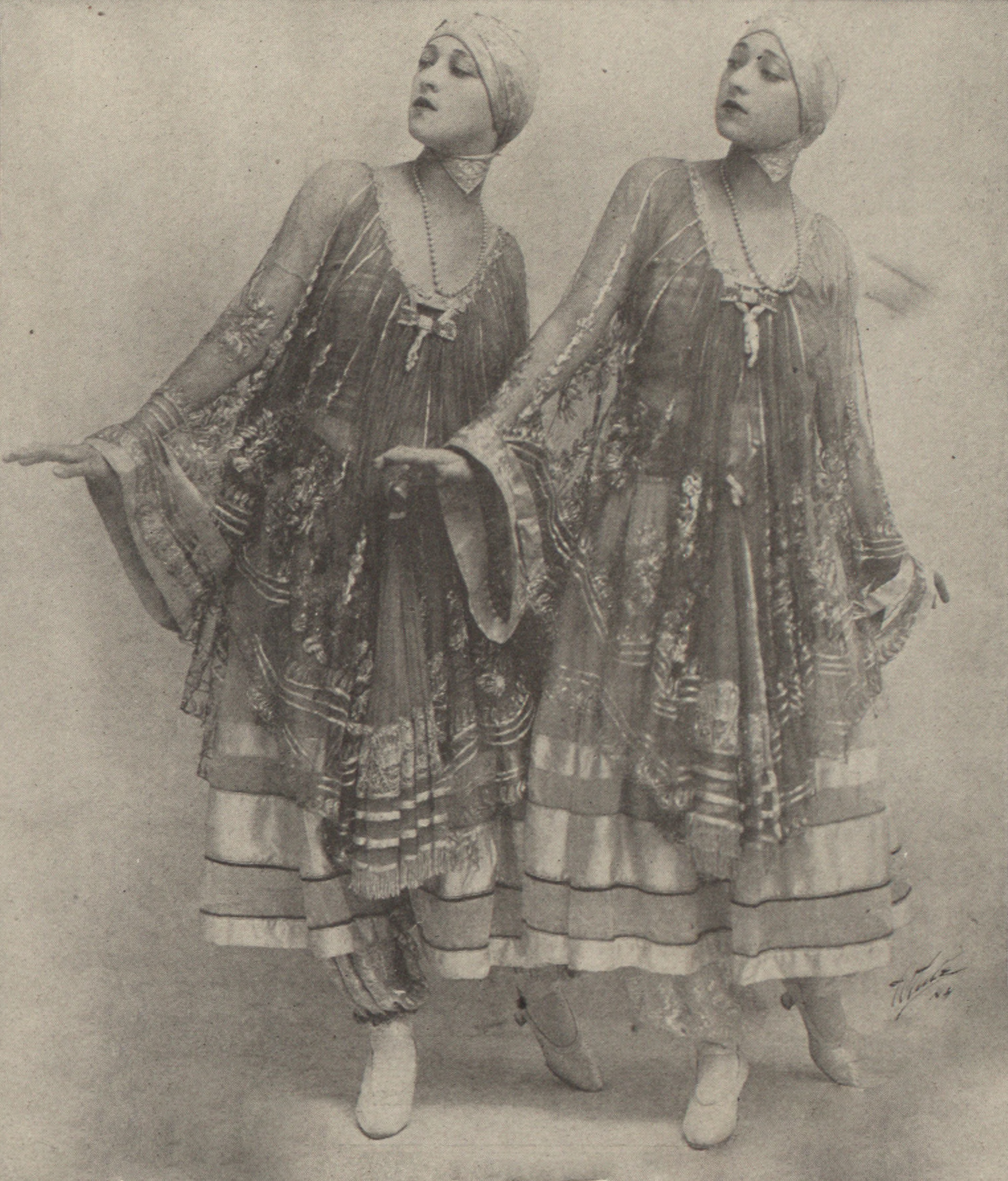
Dolly Sisters (1916)
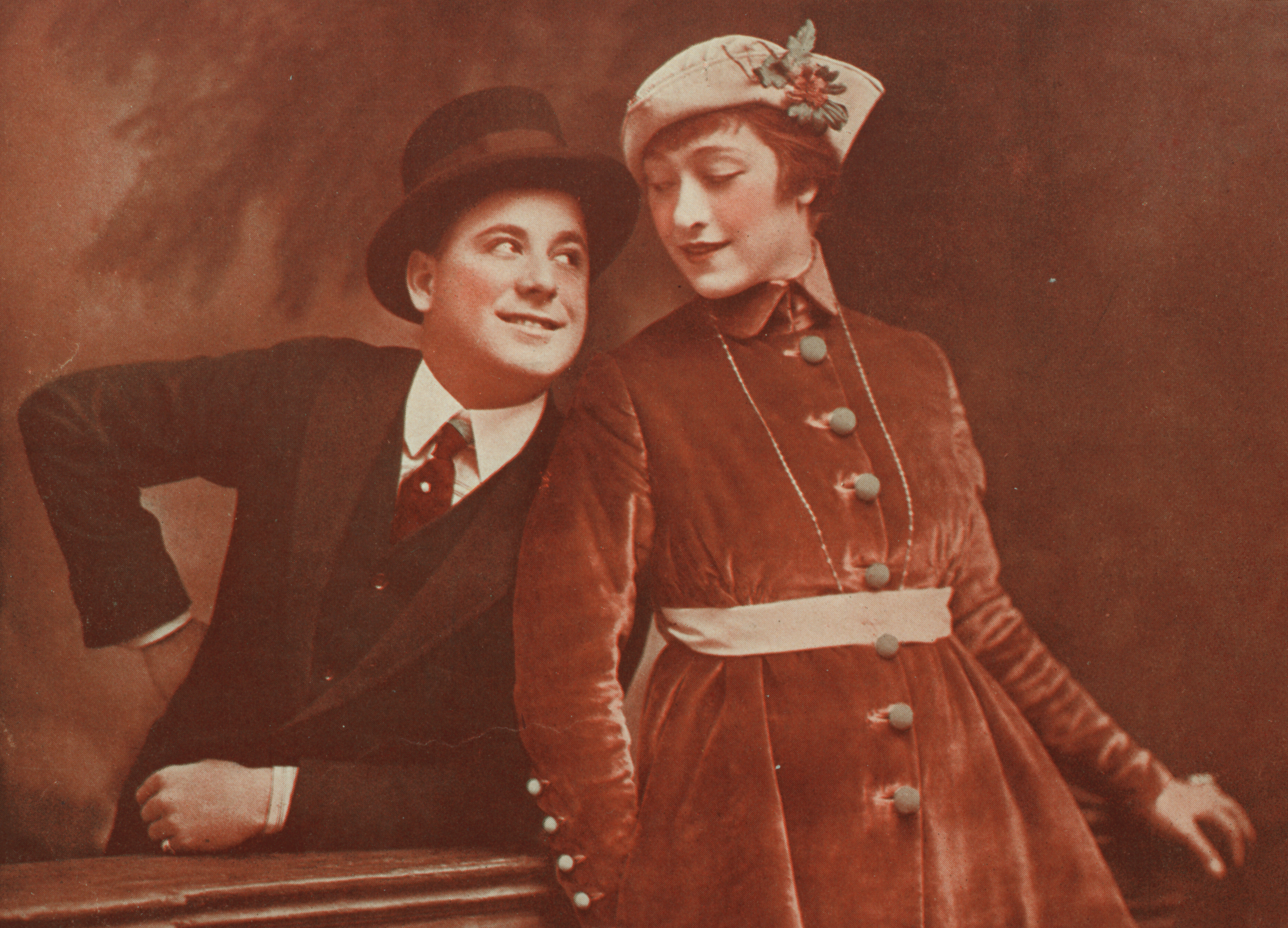
Jenny Dolly und Harry Fox
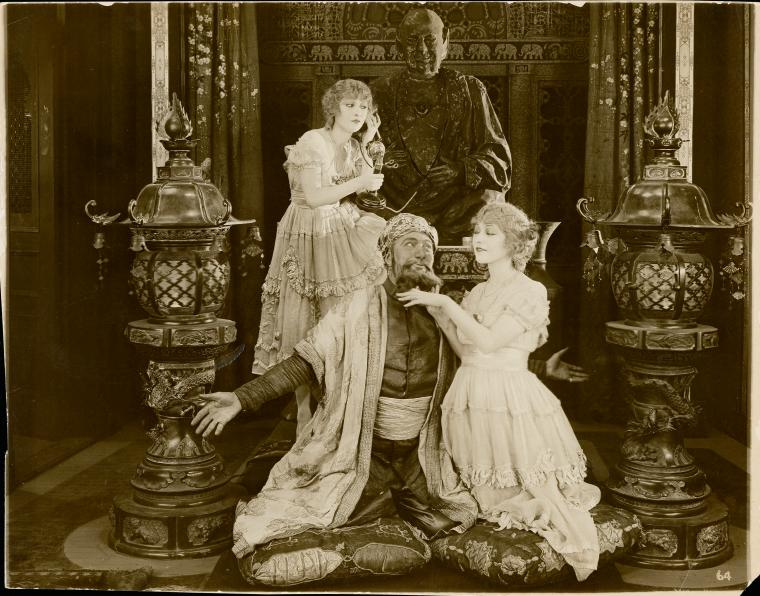
Szene aus The Million Dollar Dollies (1918)
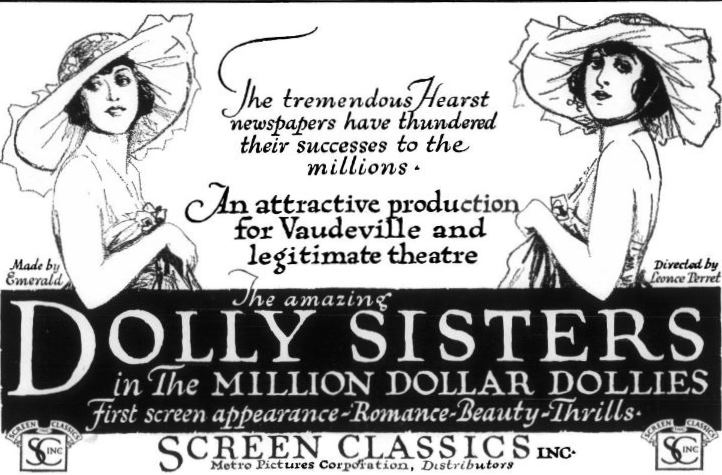
Werbung für den Film The Million Dollar Dollies
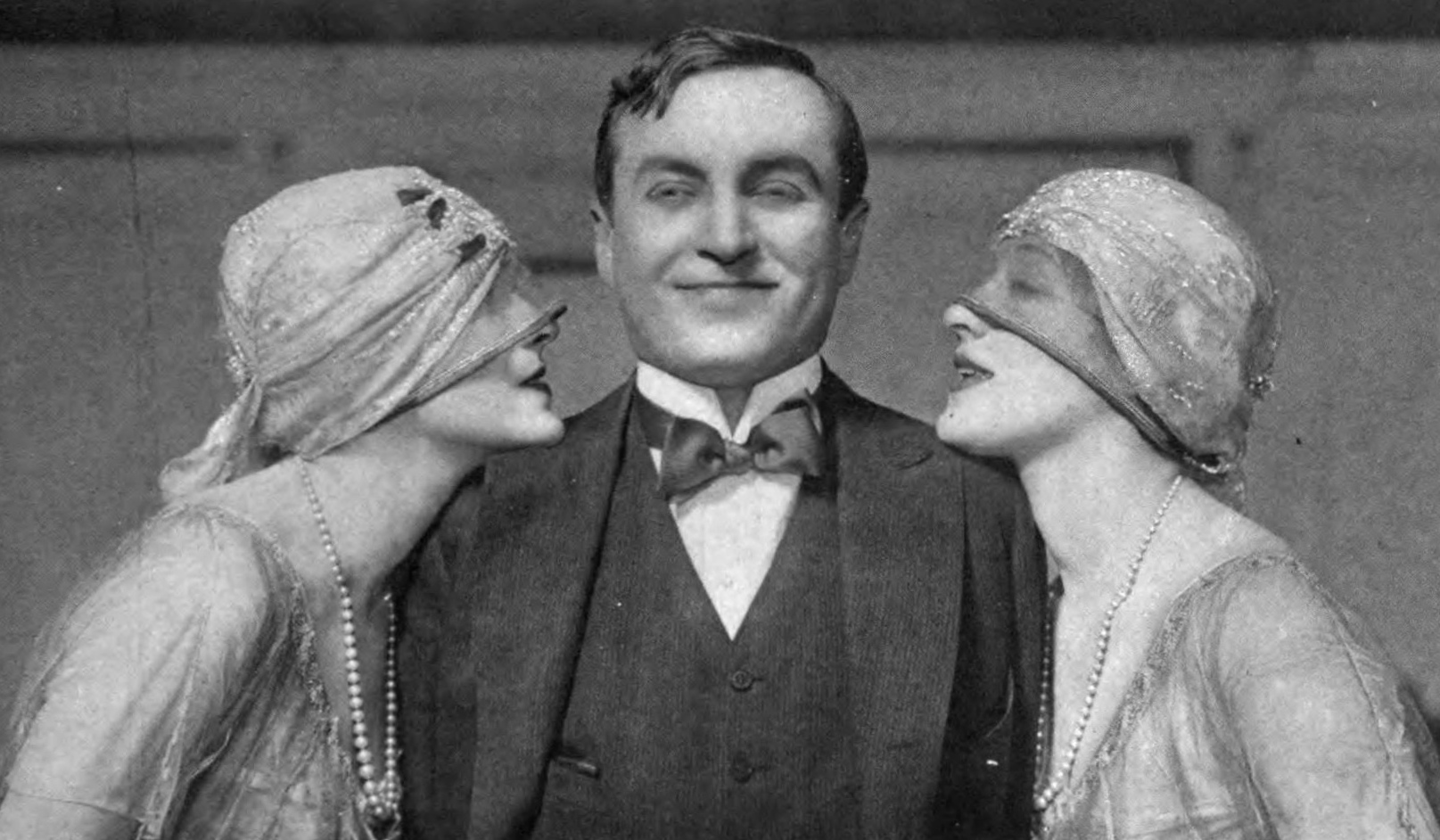
Die Sisters mit Schauspieler John Westley in His Bridal Night
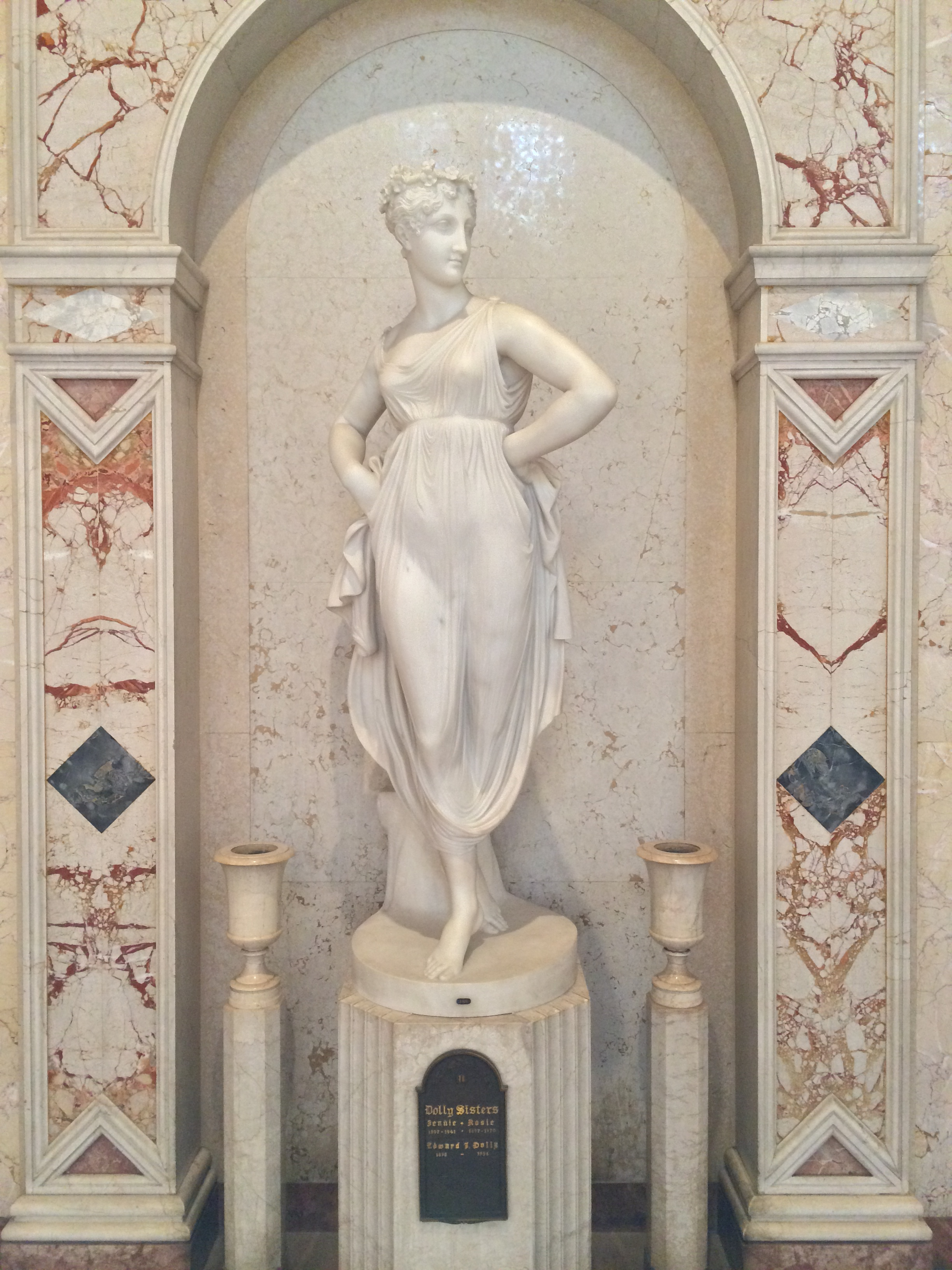
Grabstätte im Großen Mausoleum, Forest Lawn Memorial Park in Glendale